# Roller derby ai World Skate Games
Il roller derby è inserito nel programma dei World Skate Games dalla prima edizione che si è svolta nel 2017.

## Edizioni
| Giochi | Anno | Sede         | Gare          |
| ------ | ---- | ------------ | ------------- |
| I      | 2017 | Nanchino     | 1             |
| II     | 2019 | Barcellona   | 2             |
| III    | 2022 | Buenos Aires | Non disputato |
| IV     | 2024 | Roma         | 2             |

## Medagliere complessivo
Aggiornato alla quarta edizione
| Posiz. | Nazione     | Oro | Argento | Bronzo | Totale |
| ------ | ----------- | --- | ------- | ------ | ------ |
| 1      | Stati Uniti | 4   | 0       | 1      | 5      |
| 2      | Australia   | 1   | 3       | 1      | 5      |
| 3      | Spagna      | 0   | 2       | 1      | 3      |
| 4      | Cina        | 0   | 0       | 1      | 1      |
| 4      | India       | 0   | 0       | 1      | 1      |
| Totale | Totale      | 5   | 5       | 5      | 15     |